# Gentofte-ulykken
Gentofte-ulykken var en jernbaneulykke, som skete på Gentofte Station på Nordbanen den 11. juli 1897.
Lokomotivføreren på et eksprestog på vej fra Helsingør til København overså et stopsignal og kørte med høj hastighed ind i et holdende persontog fyldt med københavnere, der havde været på søndagsudflugt omkring Gentofte.
Årsagen angives normalt som en menneskelig fejl, idet angiveligt lokomotivføreren overså et stopsignal. Lokomotivføreren, som mirakuløst overlevede kollisionen, rejste umiddelbart efter ulykken tvivl om vakuumbremsens funktion. Han blev anklaget for at være skyld i ulykken og blev den 27. oktober idømt 4 måneders simpelt fængsel.
Ulykken kostede 40 mennesker livet, og der var 39 hårdt sårede og krævede mange amputationer, 70 mindre hårdt sårede og 31 lettere sårede.
Ulykken rystede samtiden og der blev skrevet meget i dagspressen om ulykken, bl.a. af Herman Bang.